# Lommegöl (Karlstorps socken, Småland)
Lommegöl är en sjö i Vetlanda kommun i Småland och ingår i Emåns huvudavrinningsområde.